# نيناد كرستيتشيتش
نيناد كرستيتشيتش (بالصربية: Nenad Krstičić) هو لاعب كرة قدم صربي في مركز الوسط ولد في يوم 3 يوليو 1990 في مدينة بلغراد عاصمة صربيا، يلعب حالياً مع نادي سامبدوريا في إيطاليا وسبق له اللعب مع نادي بولونيا ونادي أو إف كيه بيوغراد، في سنة 2010 بدأ باللعب مع منتخب صربيا لكرة القدم ويبلغ طوله 2013.

## روابط خارجية
- نيناد كرستيتشيتش على موقع الاتحاد الدولي (مؤرشف)  (الإنجليزية)
- نيناد كرستيتشيتش على موقع الاتحاد الأوربي (الإنجليزية)
- نيناد كرستيتشيتش على موقع إي إس بي إن إف سي (الإنجليزية)
- نيناد كرستيتشيتش على موقع قاعدة بيانات كرة القدم.إي يو (الإنجليزية)
- نيناد كرستيتشيتش على موقع ناشيونال فوتبول تيمز (الإنجليزية)
- نيناد كرستيتشيتش على موقع Soccerbase.com (لاعب) (الإنجليزية)
- نيناد كرستيتشيتش على موقع Soccerway.com (الإنجليزية)
- نيناد كرستيتشيتش على موقع عالم كرة القدم.نت (الإنجليزية)
- نيناد كرستيتشيتش على موقع AS.com (الإسبانية)